# Atomdigterne
Atomdigterne var en gruppe islandske modernistiske forfattere, hvoraf de mest prominente var Einar Bragi, Hannes Sigfússon, Jón Óskar, Sigfús Daðason, Dagur Sigurðarson og Stefán Hörður Grímsson, der alle indledte karriererne i 1940'erne og 1950'erne.
Navnet blev bragt på bane af Halldór Laxness i romanen Atomstationen (1948), hvor han han omtalte atomdigterne som "ret dårlige digtere og usympatiske personer". Der var ikke tale om en organiseret bevægelse, og der fandtes ikke noget manifest eller andre lignende programerklæringer.
| Sprog og litteratur | Spire Denne artikel om litteratur er en spire som bør udbygges. Du er velkommen til at hjælpe Wikipedia ved at udvide den. |